# UFC Fight Night: Figueiredo vs. Benavidez 2
UFC Fight Night: Figueiredo vs. Benavidez 2 (conosciuto anche come UFC Fight Night 172 oppure UFC on ESPN+ 30) è stato un evento di arti marziali miste tenuto dalla Ultimate Fighting Championship il 19 luglio 2020 al Flash Forum dell'Isola di Yas, negli Emirati Arabi Uniti.

## Risultati
|                                        | Divisione             |                     |                 |                   | Metodo                                        | Round           | Tempo           | Premio          |
| Card Principale                        | Card Principale       | Card Principale     | Card Principale | Card Principale   | Card Principale                               | Card Principale | Card Principale | Card Principale |
| -------------------------------------- | --------------------- | ------------------- | --------------- | ----------------- | --------------------------------------------- | --------------- | --------------- | --------------- |
| Sfida valida per il titolo di campione | Pesi mosca            | Deiveson Figueiredo | batte           | Joseph Benavidez  | Sottomissione tecnica (rear-naked choke)      | 1               | 4:48            | POTN            |
|                                        | Pesi medi             | Jack Hermansson     | batte           | Kelvin Gastelum   | Sottomissione (heel hook)                     | 1               | 1:18            |                 |
|                                        | Pesi leggeri          | Rafael Fiziev       | batte           | Marc Diakiese     | Decisione unanime (30–27, 29–28, 29–28)       | 3               | 5:00            | FOTN            |
|                                        | Pesi mosca femminili  | Ariane Lipski       | batte           | Luana Carolina    | Sottomissione (kneebar)                       | 1               | 1:28            | POTN            |
|                                        | Pesi mosca            | Askar Askarov       | batte           | Alexandre Pantoja | Decisione unanime (29–28, 29–28, 29–28)       | 3               | 5:00            |                 |
| Card Preliminare                       |                       |                     |                 |                   |                                               |                 |                 |                 |
|                                        | Pesi mediomassimi     | Roman Dolidze       | batte           | Khadis Ibragimov  | KO tecnico (ginocchiata e pugni)              | 1               | 4:15            |                 |
|                                        | Catchweight (150 lbs) | Grant Dawson        | batte           | Nad Narimani      | Decisione unanime (30–26, 30–27, 29–27)       | 3               | 5:00            |                 |
|                                        | Pesi leggeri          | Joel Álvarez        | batte           | Joseph Duffy      | Sottomissione (guillotine choke)              | 1               | 2:25            |                 |
|                                        | Pesi gallo            | Brett Johns         | batte           | Montel Jackson    | Decisione unanime (29–28, 29–28, 29–28)       | 3               | 5:00            |                 |
|                                        | Pesi gallo            | Amir Albazi         | batte           | Malcolm Gordon    | Sottomissione (triangle choke)                | 1               | 4:42            |                 |
|                                        | Pesi leggeri          | Arman Tsarukyan     | batte           | Davi Ramos        | Decisione unanime (30–27, 30–27, 29–28)       | 3               | 5:00            |                 |
|                                        | Pesi massimi          | Sergey Spivak       | batte           | Carlos Felipe     | Decisione maggioritaria (28–28, 29–27, 29–27) | 3               | 5:00            |                 |

## Premi
I lottatori premiati ricevettero un bonus di 50.000 dollari.
Legenda:
- FOTN: Fight of the Night (vengono premiati entrambi gli atleti per il miglior incontro dell'evento)
- POTN: Performance of the Night (viene premiato il vincitore per la migliore performance dell'evento)